# Eric Blau
Milton Eric Blau (* 1. Juni 1921 in Bridgeport, Connecticut; † 17. Februar 2009 in New York City) war ein amerikanischer Schriftsteller. Er war einer der Autoren des Musicals Jacques Brel Is Alive and Well and Living in Paris.

## Leben
Eric Blau war der Sohn von ungarischen Immigranten und wuchs in der Lower East Side von Manhattan auf. Sein Vater arbeitete in New York als Taxifahrer. Blau besuchte das City College of New York, ging aber ohne Abschluss ab. Im Zweiten Weltkrieg kam er mit der U.S. Army nach Europa, wo er in französischen Zeitschriften erste übersetzte Gedichte veröffentlichte. Nach Amerika zurückgekehrt arbeitete er als freier Schriftsteller und in der Werbung. Er war als Ghostwriter für verschiedene Sportgrößen tätig, entwarf The Adventures of Danny Dee, eine TV-Show für Kinder, und gab die kommunistisch orientierte Literaturzeitschrift Masses and Mainstream heraus.
Mit Jacques Brel machte Blau im Jahr 1960 der amerikanische Musikproduzent Nat Shapiro bekannt. Blau übersetzte für die Schauspielerin und Sängerin Elly Stone die drei Chansons Marieke, La valse à mille temps (als Crazy Carousel) und Ne me quitte pas (als If You Go Away). Im Folgejahr entwarf er eine Musicalrevue namens O Oysters!, in die er die Lieder einbaute, und die drei Monate im Village Hall in Greenwich Village lief. Sechs Jahre später kam es zur Zusammenarbeit mit dem Musiker und Säger Mort Shuman, mit dem Blau die Musicalrevue Jacques Brel Is Alive and Well and Living in Paris entwarf.
Das Musical stand vom 22. Januar 1968 an über vier Jahre lang auf dem Programm des Village Gate und wurde zu einem der drei am längsten laufenden Off-Broadway-Musicals der Geschichte. Mehrere tausend weitere Produktionen schlossen sich weltweit an. Nach diesem Erfolg schrieb Blau Bücher, Lyrik und Romane, und produzierte einige weitere Off-Broadway-Musicals, ohne allerdings an den Erfolg von Jacques Brel Is Alive and Well and Living in Paris anknüpfen zu können.
Eric Blau war zweimal verheiratet. Seine zweite Ehefrau war die Sängerin Elly Stone. Aus den beiden Ehen stammen insgesamt drei Söhne. Blau starb im Jahr 2009 infolge einer Lungenentzündung nach einem Schlaganfall.

## Werke
- Jacques Brel Is Alive and Well and Living in Paris. E. P. Dutton, New York 1971
- Let Me Tell You About Moses. An Experience of Israel. Bobbs-Merril, Indianapolis 1972
- The Keys to Billy Tillio. Pinnacle, New York 1984
- The Beggar’s Cup (Roman). Knopf, New York 1993
  - deutsch: Der Bettelbecher. Lübbe, Bergisch Gladbach 1994